# William Kidd
William Kidd, popularmente conhecido como Capitão Kidd (Greenock, 22 de janeiro de 1645 — 23 de maio de 1701), foi um corsário escocês. Recebeu ordens da Inglaterra para controlar a pirataria francesa na região de Madagascar.

## Biografia
Levado para o mar ainda criança, emigrou para a América do Norte, residindo em Nova Iorque em 1690.
Possuiu o próprio navio mercante e em 1689 distinguiu-se como capitão a serviço da Inglaterra contra a França nas Índias Ocidentais Francesas. Enriqueceu rapidamente, sendo bem casado com uma viúva inglesa, Sarah Oort, que possuía duas propriedades herdadas dos dois maridos anteriores a ele. Foi introduzido na política e conheceu o coronel Benjamim Fletcher, Governador de Nova Iorque, conhecido pelos envolvimentos comerciais com piratas. Para terminar com a pirataria na costa, o rei nomeou como governador a Lord Bellmont. Em 1695 o capitão Kidd estava em Londres com o seu navio, o "Antigua".
Em Nova Iorque, Robert Livingston propôs-lhe o negócio de capturar os piratas e acabar com os saques. Lorde Bellmont, que estava em sua residência de Londres, recebeu Kidd como convidado, apresentando-o a pessoas influentes que poderiam financiar a campanha. Eles entraram em contato com um amigo próximo do rei, Sir John Sommers, o duque e Chanceler de Shresbury, o Secretário de Estado Sir Edward Russell, Lorde de Oxford, e o Conde Rommey. Os bens capturados seriam divididos: 10% para a Coroa, 60% para os financiadores do governador de Nova Yorque (Bellmont), permanecendo 15% para Livingston e Kidd e 15% para a tripulação. Assim acertados, foi entregue a Kidd uma carta de corso que o autorizava a capturar bens que pertencem aos inimigos franceses na costa de Madagascar. A coroa também lhe recomendou a missão de capturar piratas, navios e bens com uma advertência de não aborrecer amigos e aliados da Inglaterra.
William Kidd tentou abandonar a companhia no começo mas foi pressionado por seus mais influentes financiadores. Teve que vender o "Antigua" para integralizar a sua parte nas despesas da campanha e adquiriu o navio "The Adventure Galley". Levaram na tripulação homens com famílias como precaução para que eles não tivessem a tentação de se dedicar à pirataria.
O primeiro incidente infeliz aconteceu quando se omitiram a cumprimentar um navio da Marinha Inglesa, preceito obrigatório a todos os navios que entravam e saíam do porto. A fragata abriu fogo contra o navio de Kidd e, com desrespeito os homens do "The Adventure Galley" mostraram as suas nádegas para a fragata. Como consequência, o navio de Kidd teve a sua tripulação trocada por marujos à margem da lei.
Kidd retornou a Nova Iorque e recrutou o restante da tripulação entre homens em situação desesperada. Após um ano no mar não tinha conseguido uma só presa e a campanha que havia começado a especular, começou a ser dedicada à pirataria. Em abril de 1697 ancorou no mar Vermelho à espera que passasse algum navio francês ou pirata. Depois de uma espera de três semanas, atacaram um navio mercantil islâmico. O "Espectro", navio sob o comando do capitão Edward Barlow, que fazia a escolta à frota mercante, estava com o pavilhão inglês e atirou na "The Adventure Galley", rechaçando o ataque. Quando Barlow chegou a Karwar em 14 de outubro, descreveu Willian Kidd em seu relatório como tendo se transformado em um pirata.
Em novembro Kidd teve que ameaçar a sua tripulação para evitar um motim. Um navio mercante surgiu com bandeira inglesa e os piratas quiseram abordá-lo. Em um confronto com William Moore, que era o chefe de artilheiros no navio, Kidd o ofendeu dizendo que parecia um "cão sarnento", tendo Moore respondido que ele era um cão sarnento porque o Capitão o tinha deixado assim. Neste momento, muito irado, Kidd pegou uma balde madeira e bateu-lhe na cabeça, vindo Moore a falecer no dia seguinte. No relatório que posteriormente viria a instruir o julgamento de Kidd, ficou com título de "assassinato - cão sarnento". O primeiro saque só ocorreu dois anos depois: era o "Maiden" um navio árabe que foi renomeado como "Novembro". Kidd acreditou que tinha trabalhado dentro da lei porque o capitão holandês tinha mostrado passagens francesas. Após o Natal de 1697 capturaram um navio árabe que tinha partido da costa do Malabar e um navio português com mercadorias das Índias Orientais. No dia 30 de janeiro de 1698 capturou o galeão "Quedagh Merchant" capitaneado por um inglês chamado Wright. Com bandeira francesa depois de abordada a presa lhes mostrou passagens francesas. Na verdade William Kidd içou a bandeira francesa para simular ser amigo de franceses e, assim, se o outro navio fosse francês poderia ser confiscado com autorização da coroa inglesa, que estava em guerra com a França. Mas o capitão do Quedagh Merchant, embora não sendo francês, também içou uma bandeira da França para evitar confrontos. Kidd enviou um pirata que falava francês e o capitão do Quedagh Merchant forneceu passes falsificados de França. Deste modo, Kidd anunciou o confisco, usurpando todas as riquezas, inclusive o próprio navio Quedagh Merchant, nada obstante ter o seu capitão explicado que não era francês. Foram então para a ilha Sant Marie onde encontraram um navio pirata. Este último poderia ser tomado pelo Capitão Kidd legitimamente, por ser tratar de um navio pirata. No entanto, Kidd se mancomunou com o pirata, ocasião em que a maioria de tripulação desertou, restando o capitão W. Kidd com apenas 13 tripulantes. Kidd sabia que estava sendo procurado e que poderia ser preso quando chegasse em Nova York, porquanto, enterrou vários tesouros, caso fosse capturado.
A tripulação recusou-se devolver o navio quando foi descoberta a sua verdadeira identidade. Treze membros da tripulação desertaram em Culliford, incluído Robert Bradinham e Joseph Palmer, que testemunharam contra Kidd na tentativa de salvarem-se. A tripulação queimou o "Novembro" e eles prenderam Kidd em seu camarote. Depois da rendição de Kidd, esvaziaram o "The Adventure Galley" que apresentava entradas perigosas de água. Permaneceram no "Quedagh Merchant", recrutaram alguns novos tripulantes e voltaram para casa com o saque. Entretanto, uma frota inglesa da Companhia Britânica das Índias Orientais tinha sido enviada para a sua captura. O perdão que foi oferecido a todos os piratas, excluía a Kidd e outros dois. Depois de três anos no mar, Bellmont voltou com sua esposa e as filhas, e o governador foi encarcerado na prisão de Stone. Em março de 1701 compareceu diante da Câmara dos Comuns, que recomendou que fosse levado ao Tribunal do Almirantado em 8 de maio. Não foi permitido a ninguém declarar-se a favor deles. A primeira sentença recebida foi a de culpado pelo assassinato de William Moore. Kidd, na segunda foi condenado por pirataria. Foi condenado à morte por enforcamento. No momento do enforcamento, a corda rompeu e Kidd continuou vivo. Em nova tentativa, o mesmo morreu. Antes de morrer, Kidd insistia em dizer que se ele morresse ninguém acharia os seus tesouros. O seu corpo foi mergulhado em alcatrão e pendurado à beira do rio Tâmisa, como advertência aos piratas